# Ивановка (Иркутская область)
Ивановка — заимка в Ангарском городском округе Иркутской области России. Находится на берегу реки Тойсук, примерно в 50 км к юго-западу от Ангарска.

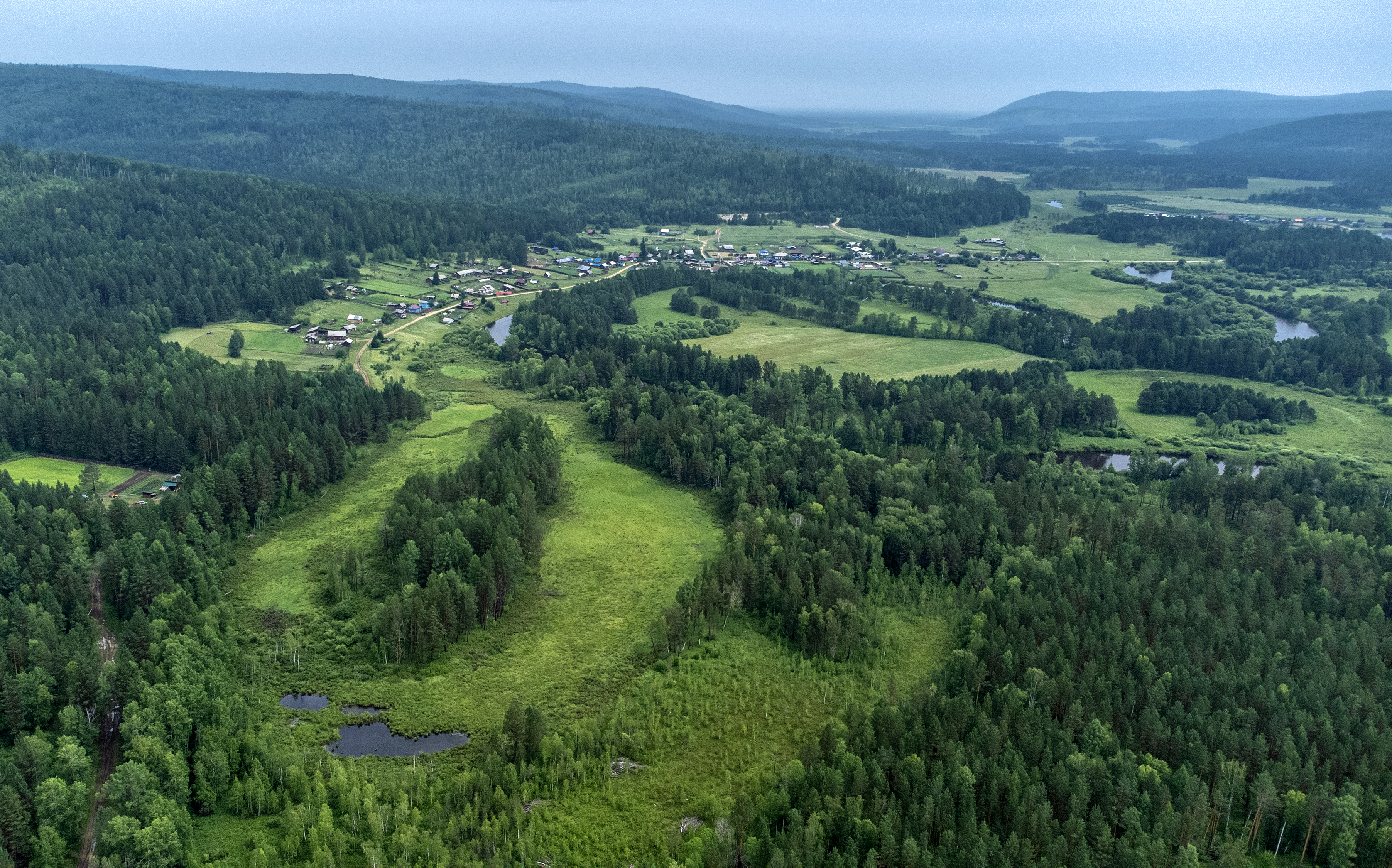
Заимка Ивановка (Июль 2024)

## История
Входила в состав сельского поселения Одинское муниципальное образование Ангарского муниципального района. Законом Иркутской области от 10 декабря 2014 года № 149-ОЗ, с 1 января 2015 года все муниципальные образования ныне упразднённого Ангарского муниципального района, в том числе и Одинское муниципальное образование, объединены в Ангарский городской округ.

## Население
По данным Всероссийской переписи, в 2010 году на заимке проживали 94 человека (47 мужчин и 47 женщин).
| 2002 | 2010 | 2011 | 2012 |
| ---- | ---- | ---- | ---- |
| 98   | ↘94  | →94  | ↘93  |